# Place Joséphine-Baker
La place Joséphine-Baker est une voie située dans le quartier du Montparnasse du 14e arrondissement de Paris.

## Situation et accès
La place Joséphine-Baker est une voie publique du 14e arrondissement de Paris située au croisement de la rue Poinsot, de la rue Jolivet et du boulevard Edgar-Quinet. C'est une place minuscule qui se remarque peu. 
La place est desservie à proximité par les lignes 4, 6, 12 et 13 à la station Montparnasse - Bienvenüe et 6 à la station Edgar Quinet.

## Origine du nom
Elle porte le nom de la chanteuse, danseuse, actrice, meneuse de revue et résistante française Joséphine Baker (1906-1975), dont la première et dernière représentation a eu lieu le 9 avril 1975 dans la salle de Bobino, à proximité. Le lendemain, Joséphine Baker ne se présente pas ; elle est hospitalisée et meurt le 12 avril. Le 15 avril, le Bobino s'illumine. Plusieurs centaines de personnes se regroupent là, dans la petite rue de la Gaîté. Brillent encore au fronton en lettres immenses le nom de Joséphine.
Le 30 novembre 2021, la station de métro Gaîté, avenue du Maine, à proximité, prend le sous-titre « Joséphine Baker ».

## Historique
La place est créée et prend sa dénomination actuelle le 25 septembre 2000 sur l'emprise des voies qui la bordent.

## Bâtiments remarquables et lieux de mémoire
- Le square Gaston-Baty est situé à proximité de la place.